# Xiaying (Tainan)
Xiaying (chinesisch 下營區, Tongyong Pinyin Siàyíng Cyu, W.-G. Hsia4-ying2 Ch'ü1, Pe̍h-ōe-jī Ē-iâⁿ-khu) ist ein Bezirk der regierungsunmittelbaren Stadt Tainan im Südwesten der Republik China auf Taiwan.

## Lage und Beschreibung
Xiaying liegt im nördlichen Abschnitt des Stadtgebiets von Tainan, etwa 25 bis 30 Kilometer nordnordöstlich des alten, historischen Stadtkerns von Tainan. Der Bezirk hat angenähert die Form eines Dreieckes, dessen Spitze nach Nordosten zeigt, mit Dreiecks-Kantenlängen von 7 bis 8 Kilometern. Mit etwa 33,5 km² Fläche ist Xiaying der drittkleinste Stadtbezirk außerhalb der Kernstadt Tainans (d. h. im Bereich des ehemaligen Landkreises Tainan). Xiaying liegt in der Jianan-Ebene und das Terrain ist entsprechend flach. Die höchste Erhebung liegt nur etwa fünf Meter über dem Meeresspiegel. Etwa zwei Kilometer südlich von Xiaying fließt der Fluss Zengwen (曾文溪,  Zēngwén Xī) und etwas nördlich von Xiaying der kleine Fluss Jishui (急水溪,  Jíshuǐ Xī) Richtung Westen.
Xiaying liegt südlich des Wendekreises und damit in den Tropen. Das Klima ist durch den Südwest-Monsun geprägt, der etwa 90 Prozent des Jahresniederschlags in den Sommermonaten bringt (vor allem Juni, Juli und August). Die Winter sind dagegen eher trocken. Die Jahresmitteltemperatur liegt bei 23 bis 24 °C.

## Geschichte
Von dem Eintreffen europäischer Kolonialmächte in Taiwan im 17. Jahrhundert war die Gegend von Angehörigen des indigenen Volkes der Siraya besiedelt. Damals lag der Küstenverlauf wesentlich weiter östlich und das heutige Xiaying hatte einen indirekten Meereszugang über die später verlandete Neihaizi-Lagune (內海仔). Der Ortsname Xiaying (wörtl. ungefähr „Unteres (Feld-)Lager“) stammt aus der Zeit des von Zheng Chenggong begründeten Königreichs Tungning. Zheng versuchte damals, seinen Herrschaftsbereich zu einer Basis zur Rückgewinnung des von den Mandschu eroberten chinesischen Festlandes zu machen bzw. sich gegen Angriffe vom Festland zu wappnen. Zu diesem Zweck wurde das von ihm beherrschte Gebiet mit einem Netz von Wehrbauernhöfen oder entsprechenden kleinen Siedlungen von Zhengs Gefolgsleuten überzogen. Der Dorfname wurde später zur Bezeichnung der ganzen Gemeinde. Während der Zeit der japanischen Kolonialherrschaft (1895–1945) wurde Xiaying 1920 zu einem ‚Dorf‘ (庄,  Zhuāng) in der Präfektur Tainan. Nach der Übernahme Taiwans durch die Republik China wurde die Präfektur zum Landkreis Tainan und das Dorf zur Landgemeinde (鄉,  Xiāng). Mit der Angliederung des Landkreises an die Stadt Tainan am 25. Dezember 2010 erhielt Xiaying den Status eines Stadtbezirks (區,  Qū).

## Bevölkerung
Mit 22.250 Einwohnern (Juli 2024) gehört Xiaying zu den Stadtbezirken Tainans mit geringerer Einwohnerzahl. Im Jahr 2017 gehörten 0,3 Prozent der Bevölkerung den indigenen Völkern an.
| Gliederung Xiayings |
|                     |

## Verwaltung

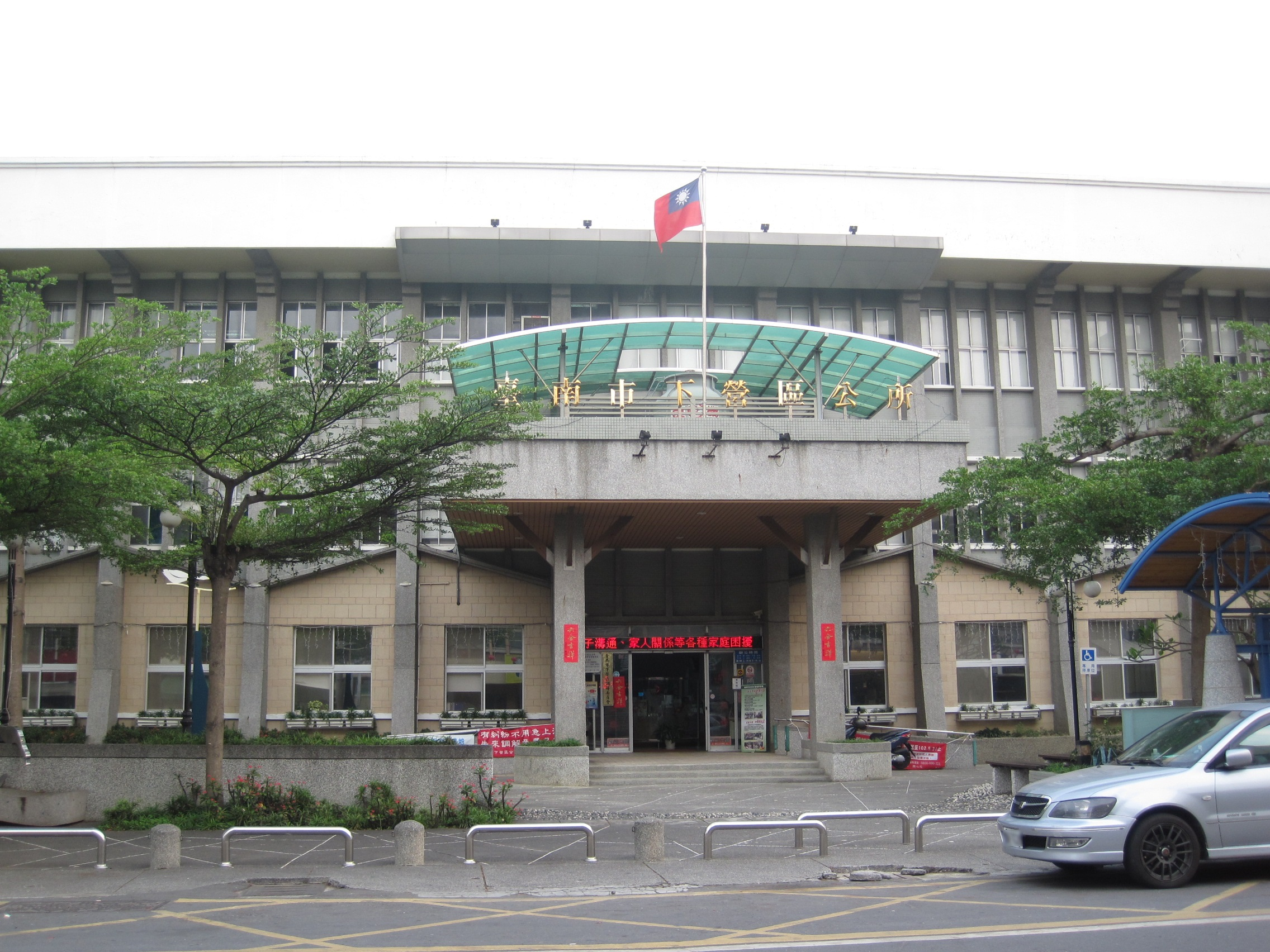
Bezirksbüro von Xiaying

Xiaying war vor dem Jahr 2017 in 15 Ortsteile (里,  Lǐ) gegliedert. Im April 2017 wurde durch die Stadtverwaltung im Rahmen einer größeren Reorganisation aller Ortsteile Tainans eine Neuordnung in Xiaying verfügt. Aus den 15 Ortsteilen wurden in zwei Phasen am 29. Januar 2018 und 30. April 2018 12 Ortsteile.
1. Xiaying (下營里)

2. Yingqian (營前里)

3. Renli (仁里里)

4. Zhainei (宅內里)

5. Houjie (後街里)

6. Hongjia (紅甲里)

7. Hejian (賀建里)

8. Xinxing (新興里)

9. Maoying (茅營里)

10. Kaihua (開化里)

11. Xilian (西連里)

12. Daji (大吉里)

## Wirtschaft
Xiaying ist landwirtschaftlich geprägt. Die Schwemmebene weist ertragreiche Böden auf. Im Jahr 2017 waren 1974 Hektar landwirtschaftlich genutzt. Die nach Anbaufläche wichtigsten Produkte waren Reis, Mais, Süßkartoffeln und Zitrusfrüchte. Die Viehzucht (ganz überwiegend Schweine und Gänse) sowie die Aquakultur sind ebenfalls bedeutend.

## Verkehr
Im Westen durchquert die Nationalstraße 1 (Autobahn) den Bezirk in Nord-Süd-Richtung. Kurz vor Überqueren der südlichen Bezirksgrenze wird sie von der Provinz-Schnellstraße 84 gekreuzt, die Richtung Südosten läuft. Weiter im Osten verläuft die Provinzstraße 19A (19甲) in Nord-Süd-Richtung. Der Bezirk hat keinen direkten Eisenbahnanschluss, jedoch bestehen solche in den angrenzenden östlichen Nachbarbezirken.

## Besonderheiten
Der Beji-Dian-Xuntian-Tempel (北極殿上帝廟,  Běijí Diàn Shàngdì Miào, ) im Ortsteil Xiaying ist der größte Tempel des Bezirks. Seine Anfänge reichen mehr als 300 Jahre zurück. Im Laufe der Zeit fanden zahlreiche Umbauten, Erweiterungen und Renovierungen statt. Die erste Etage des Tempels ist Xuanwu geweiht, die zweite Etage dem Buddha und die dritte Etage dem Jadekaiser Yu Di. Alljährlich werden an den ersten fünf Tagen des Mondkalenders besondere religiöse Feierlichkeiten abgehalten. Am Tempel findet sich ein kleiner Park im chinesischen Stil (Wu Cheng’en-Park 武承恩公園,  Wǔ Chéng ēn Gōngyuán).
Ähnlich alt ist der Maogangwei-Tianhou-Tempel (茅港尾天后宮,  Máogǎngwěi Tiānhòu Gōng, ), ein Mazu-Tempel im Ortsteil Maoying.

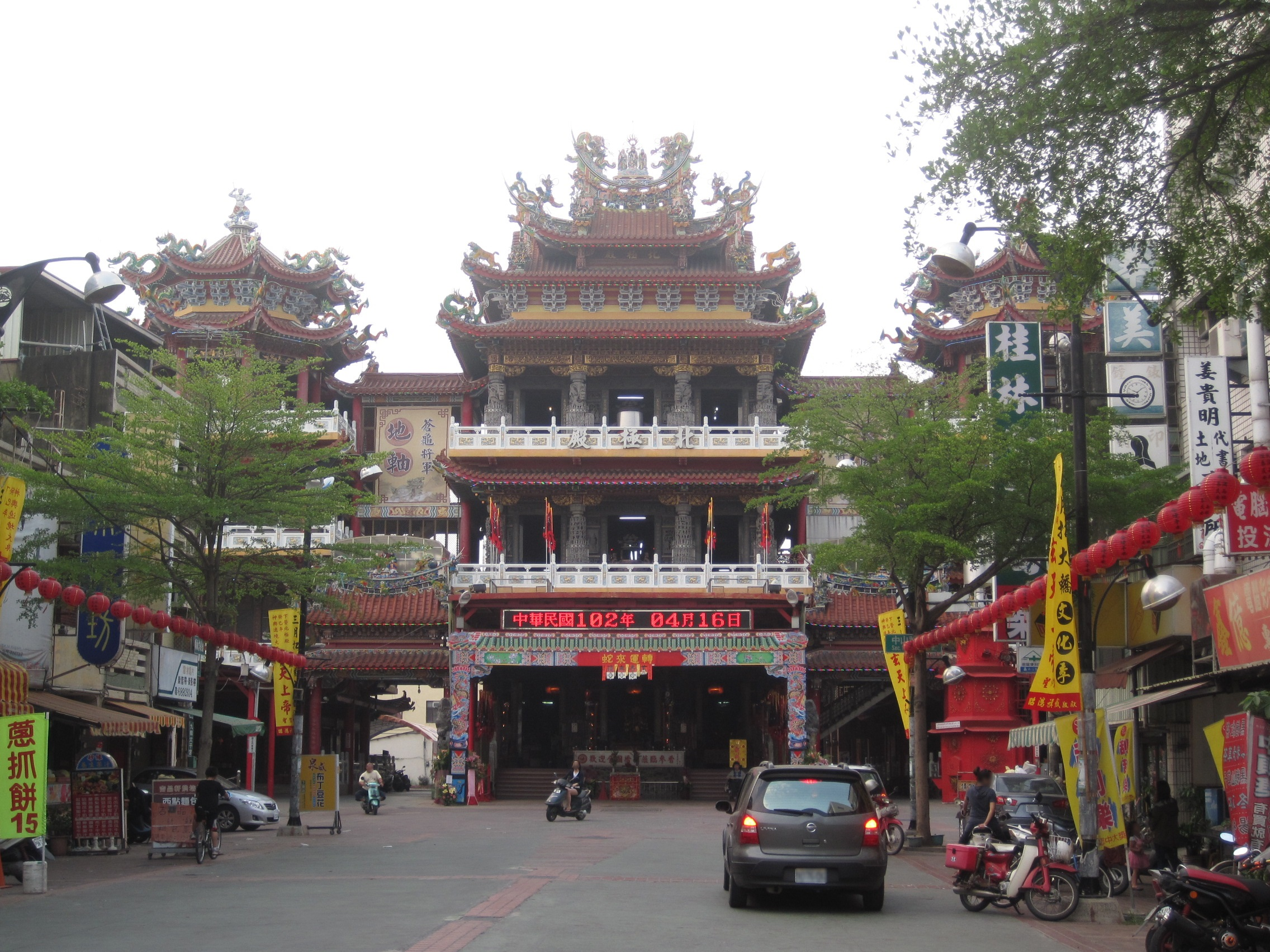
Beji-Dian-Xuntian-Tempel
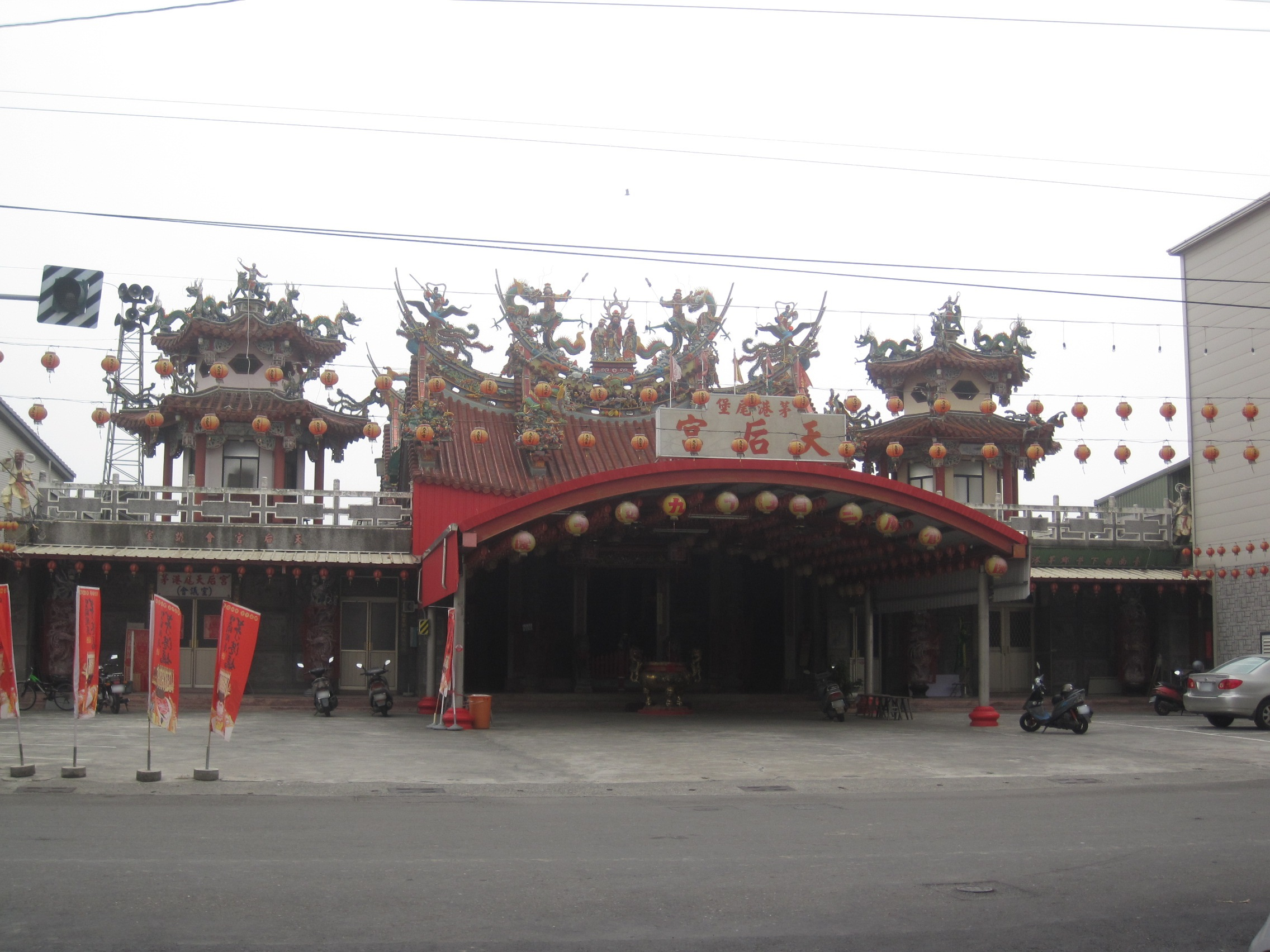
Maogangwei-Tianhou-Tempel